# Векуа Ілля Несторович
Ілля Несторович Векуа (груз. ილია ნესტორის ძე ვეკუა, російська Илья́ Не́сторович Ве́куа; 1907–1977) — радянський учений-математик і механік, який спеціалізувався в диференціальних рівняннях з частинними похідними, сингулярних інтегральних рівняннях, узагальнених аналітичних функціях і математичній теорії пружних оболонок. Академік АН Грузинської РСР (1946) і АН СРСР (1958), президент АН Грузинської РСР (1972—1977). Герой Соціалістичної Праці (1969).

## Життєпис
Народився 23 квітня (6 травня за новим стилем) 1907 року в селі Шешелеті в селянській родині.
Закінчив Тбіліський державний університет (1930). У 1930—1933 роках в докторантурі ЛДУ. Кандидат фізико-математичних наук (1937). Став доктором фізико-математичних наук і професором у 1940 році. У 1944 році був обраний членом-кореспондентом, а в 1946 році — дійсним членом АН Грузинської РСР. У тому ж 1946 році обраний членом-кореспондентом, а в 1958 році — дійсним членом АН СРСР.
У 1951–1957 роках працював завідувачем кафедрою теоретичної механіки МФТІ. З 1954 по 1959 — заступник директора Математичного інституту імені В. А. Стеклова.
У 1955 році підписав «Лист трьохсот».
Увійшов до першого складу Національного комітету СРСР з теоретичної і прикладної механіки (1956).
Перший ректор Новосибірського державного університету (1959—1965). Віце-президент АН Грузинської РСР (1964—1965). У 1965—1972 роках — ректор ТбГУ. З 3 травня 1972 року по 2 грудня 1977 року — президент АН Грузинської РСР.
Член ВКП (б) з 1943 року. Член ЦК КП Грузії (1966—1977). Депутат ВС СРСР 7-9 скликань (1966—1977).
Помер 2 грудня 1977 року. Похований в Тбілісі на горі Мтацмінда.

## Наукові інтереси
Основні праці відносяться до різних наукових напрямів математичної фізики. Роботи в області диференціальних рівнянь з частинними похідними в основному присвячені створенню аналітичної теорії великого класу рівнянь еліптичного типу. Векуа зробив значний внесок до теорії одновимірних сингулярних інтегральних рівнянь, відкрив і досліджував новий клас нефредгольмових еліптичних крайових задач. В області механіки Векуа запропонував новий варіант математичної теорії пружних оболонок. Ним вирішені складні проблеми малих згинань поверхонь і тісно з ними пов'язані завдання безмоментної теорії оболонок.

## Пам'ять

Меморіальна дошка Векуа на будівлі НГУ

- Іменем І. Н. Векуа названо Інститут прикладної математики Тбіліського університету, а також 42-я фізико-математична школа в м. Тбілісі і Сухумський Інститут фізики і технології імені Іллі Векуа.

- На честь І. Н. Векуа на будівлі Новосибірського державного університету встановлена меморіальна дошка[11]
- До 100-річчя І. Н. Векуа в Новосибірському державному університеті проведена міжнародна конференція «Диференціальні рівняння, теорія функцій та додатки».
- З 2007 року щорічно паралельно в Грузії і Росії проводиться Міжнародна олімпіада з програмування на Кубок Векуа, в якій передбачені як командний, так і особистий турніри.[12]
- В місті Галі, біля адміністрації, встановлено пам'ятник І. Н. Векуа
- На будинку № 14 по вулиці Кекелідзе в Тбілісі, в якому жив академік І. Н. Векуа, встановлено меморіальну дошку[13].
- У Новосибірському Академмістечку ім'ям академіка названа стежка біля Новосибірського державного університету[14].

## Нагороди та премії
- Сталінська премія другого ступеня (1950)[15] — за монографію «Нові рішення еліптичних рівнянь» (1948)
- Державна премія СРСР (1984 —  посмертно )[15] — за монографію «Деякі загальні методи побудови різних варіантів теорії оболонок» (1982)
- Герой Соціалістичної Праці (1969)[16]
- Ленінська премія (1963) — за наукову працю «Узагальнені аналітичні функції» (1959)
- Шість орденів Леніна (1959, 1961, 1966, 1969, 1975, 1977)[8]
- Орден «Знак Пошани» (1946)[17]
- Медаль «За оборону Кавказу» (1946)[17]
- Медаль «За доблесну працю у Великій Вітчизняній війні 1941—1945 рр.» (1946)[17]
- Заслужений діяч науки Грузинської РСР (1950).

## Сім'я
Дружина — Тамара Василівна Векуа.
Дочка — Ламара Іллівна.
Онук — Ілля Ношреванович Тавхелідзе, 1955 року народження, математик, у 1976 році закінчив механіко-математичний факультет МДУ імені М. В. Ломоносова, кандидат наук (1979), доктор наук (2004), лауреат премії ім. І. Н. Векуа (1984), у 1988—2005 роках — заступник директора Інституту прикладної математики Тбіліського університету.
Братом зятя І. Н. Векуа був відомий фізик А. Н. Тавхелідзе.